# Stomatella impertusa
Stomatella impertusa is een slakkensoort uit de familie van de Trochidae. De wetenschappelijke naam van de soort is voor het eerst geldig gepubliceerd in 1815 door Burrow.